# Eucyphonia furcispina
Eucyphonia furcispina är en insektsart som beskrevs av Lethierry. Eucyphonia furcispina ingår i släktet Eucyphonia och familjen hornstritar. Inga underarter finns listade i Catalogue of Life.